# Leichtathletik-Länderkampf der Männer 1933 Schweiz – Deutschland
| 2. Leichtathletik-Länderkampf mit deutscher Beteiligung 1933 | 2. Leichtathletik-Länderkampf mit deutscher Beteiligung 1933 |
| ------------------------------------------------------------ | ------------------------------------------------------------ |
|                                                              |                                                              |
| Ländervergleich der Männer: Schweiz – Deutschland            |                                                              |
| Austragungsort                                               | Basel                                                        |
| Wettbewerbe                                                  | 15                                                           |
| Datum                                                        | 27. August 1933                                              |
| 1. GER 2. SUI                                                | 83 Punkte 55 Punkte                                          |
| Chronik                                                      |                                                              |
| ← ENG-GER (M)                                                | FRA-GER (M) →                                                |

In ihrem zweiten Vergleich des Leichtathletik-Länderkampfjahrs 1933 traf das deutsche Team auf den alljährlichen Gegner Schweiz. Am 27. August war die Schweizer Stadt Basel Gastgeber des dreizehnten Aufeinandertreffens der beiden Mannschaften. Basel war zum sechsten Mal Austragungsort eines Ländervergleichs mit Deutschland. Mit 83 Punkten gegenüber 55 Punkten der Mannschaft aus der Schweiz setzte sich Deutschland in seinem 28. Länderkampf wieder deutlich durch.

## Modus
Die Regeln waren dieselben wie beim letzten Aufeinandertreffen im Vorjahr, als die Begegnung in Weimar stattgefunden hatte. Damit wurde nicht das später etablierte Wertungssystem angewendet. Jede Mannschaft trat in den Einzelwettbewerben mit je zwei Teilnehmern an. Die Sieger erhielten jeweils nur vier statt fünf Punkte, die Zweitplatzierten jeweils drei und die Drittplatzierten je zwei Punkte. Die Athleten auf dem jeweils vierten Rang kamen noch mit je einem Punkt in die Wertung. In den beiden Staffeln brachte Platz eins drei Punkte und Platz zwei einen Punkt.

## Bilanz
Die Schweizer Athleten konnten mit dem 200-Meter-Lauf und dem Hochsprung zwei Wettbewerbe für sich entscheiden. In den Rennen über 5000 Meter und 110 Meter Hürden gab es jeweils ein Remis. Alle anderen Disziplinen gewannen die Sportler aus Deutschland, sodass der deutsche Sieg in der Gesamtabrechnung wieder deutlich ausfiel, obwohl das Team hier nicht in seiner Bestbesetzung angetreten war. Viele Athleten aus der ersten Reihe waren nicht dabei, so bekamen die Vertreter aus der zweiten Reihe ihre Chance.

## Resultate

### 100 m
| Platz | Athlet       | Land | Zeit (s) |
| ----- | ------------ | ---- | -------- |
| 1     | Max Mährlein | GER  | 10,8     |
| 2     | Albert Jud   | SUI  | 10,9     |
| 3     | Willi Kurz   | GER  | 11,0     |
| 4     | Rudi Meyer   | SUI  | 11,2     |

### 200 m
| Platz | Athlet         | Land | Zeit (s) |
| ----- | -------------- | ---- | -------- |
| 1     | Max Vogel      | SUI  | 22,0     |
| 2     | Willi Kurz     | GER  | 22,1     |
| 3     | Albert Jud     | SUI  | 22,3     |
| 4     | Wilhelm Single | GER  | 22,3     |

### 400 m
| Platz | Athlet        | Land | Zeit (s) |
| ----- | ------------- | ---- | -------- |
| 1     | Adolf Metzner | GER  | 49,8     |
| 2     | Walter Nehb   | GER  | 50,1     |
| 3     | Scheer        | SUI  | 51,4     |
| 4     | Rudi Meyer    | SUI  | 53,6     |

### 800 m
| Platz | Athlet             | Land | Zeit (min) |
| ----- | ------------------ | ---- | ---------- |
| 1     | Wolfgang Dessecker | GER  | 1:57,2     |
| 2     | Alwin Paul         | GER  | 1:58,4     |
| 3     | Gustav Nipkow      | SUI  | 2:00,5     |
| 4     | Hans Schuler       | SUI  | 2:03,8     |

### 1500 m
| Platz | Athlet           | Land | Zeit (min) |
| ----- | ---------------- | ---- | ---------- |
| 1     | Otto Eitel       | GER  | 4:09,0     |
| 2     | Edmund Stadler   | GER  | 4:10,0     |
| 3     | Georges Nydegger | SUI  | 4:16,7     |
| 4     | Hans Schuler     | SUI  | 4:22,0     |

### 5000 m
| Platz | Athlet         | Land | Zeit (min) |
| ----- | -------------- | ---- | ---------- |
| 1     | Emil Müller    | SUI  | 15:52,8    |
| 2     | Helmut Schwarz | GER  | 15:53,0    |
| 3     | Fritz Helber   | GER  | 16:06,4    |
| 4     | Sackmann       | SUI  | 16:32,2    |

### 110 m Hürden
| Platz | Athlet             | Land | Zeit (s) |
| ----- | ------------------ | ---- | -------- |
| 1     | Willi Welscher     | GER  | 15,1     |
| 2     | Rudolf Eggenberger | SUI  | 15,2     |
| 3     | Hermann Ruckstuhl  | SUI  | 15,2     |
| 4     | Erich Schwethelm   | GER  | 15,2     |

### 4 × 100 m Staffel
| Platz | Besetzung       | Land                                                 | Zeit (s) |
| ----- | --------------- | ---------------------------------------------------- | -------- |
| 1     | Deutsches Reich | Max Mährlein Willi Kurz Willi Welscher Arthur Bäumle | 42,7     |
| 2     | Schweiz         | Bannwart Rudi Meyer Max Vogel Albert Jud             | 42,9     |

### 4 × 400 m Staffel
| Platz | Besetzung       | Land                                                | Zeit (min) |
| ----- | --------------- | --------------------------------------------------- | ---------- |
| 1     | Deutsches Reich | Adolf Metzner Walter Nehb Alwin Paul Wilhelm Single | 3:21,8     |
| 2     | Schweiz         | Ramseyer Scheer Hans Schuler Edi Waldvogel          | 3:26,6     |

### Hochsprung
| Platz | Athlet             | Land | Höhe (m) |
| ----- | ------------------ | ---- | -------- |
| 1     | Rudolf Eggenberger | SUI  | 1,915    |
| 2     | Hans Haag          | GER  | 1,800    |
| 3     | Hans Jakob         | GER  | 1,750    |
| 3     | Hans Guhl          | SUI  | 1,750    |

### Stabhochsprung
| Platz | Athlet            | Land | Höhe (m) |
| ----- | ----------------- | ---- | -------- |
| 1     | Julius Müller     | GER  | 3,80     |
| 1     | Adolf Meyer       | SUI  | 3,80     |
| 3     | Adolf Waibel      | GER  | 3,50     |
| 4     | Hermann Ruckstuhl | SUI  | 3,30     |

### Weitsprung
| Platz | Athlet        | Land | Weite (m) |
| ----- | ------------- | ---- | --------- |
| 1     | Arthur Bäumle | GER  | 6,95      |
| 2     | Erwin Huber   | GER  | 6,78      |
| 3     | Romerio       | SUI  | 6,44      |
| 4     | Busenhart     | SUI  | 6,41      |

### Kugelstoßen
| Platz | Athlet            | Land | Weite (m) |
| ----- | ----------------- | ---- | --------- |
| 1     | Wilhelm Berg      | GER  | 15,78     |
| 2     | Wilhelm Schneider | GER  | 14,76     |
| 3     | Spartaco Zeli     | SUI  | 13,96     |
| 4     | Wipfler           | SUI  | 13,21     |

### Diskuswurf
| Platz | Athlet            | Land | Weite (m) |
| ----- | ----------------- | ---- | --------- |
| 1     | Ernst Lampert     | GER  | 43,01     |
| 2     | Wilhelm Schneider | GER  | 42,89     |
| 3     | Arturo Conturbia  | SUI  | 42,80     |
| 4     | Ernst Bachmann    | SUI  | 42,04     |

### Speerwurf
| Platz | Athlet          | Land | Weite (m) |
| ----- | --------------- | ---- | --------- |
| 1     | Hugo Barth      | GER  | 59,55     |
| 2     | Jack Schumacher | SUI  | 57,15     |
| 3     | von Arx         | SUI  | 56,85     |
| 4     | Erwin Huber     | GER  | 56,60     |